# Шато дьо Тури
Замъкът Тури (на френски: Château de Thoury) се намира в Оверн в департамента Алие във Франция.
Построен е през 12 в. от фамилията дьо Тури заедно с голям брой подобни замъци (днес вече разрушени) с цел да отбраняват техните наследствени земи. Очевидно особено ефикасни тези замъци са се оказали през Стогодишната война, когато са възпирали много разбойници и мародери.
През 14 и 15 в. замъкът претърпява множество архитектурни промени, изградена е галерия в италиански стил.
През 1750 г. Франсоа IV дьо Тури продава замъка на рода дьо Кони, който го притежава до днес.
Замъкът е отворен за посещения. Организират се също изложби и концертни прояви.